# يين تشانغ
يين تشانغ (بالإنجليزية: Yin Chang)‏ هي ممثلة أمريكية، ولدت في 23 أبريل 1989 بنيويورك في الولايات المتحدة.

## وصلات خارجية
- يين تشانغ على موقع IMDb (الإنجليزية)
- يين تشانغ على موقع قاعدة بيانات الفيلم (الإنجليزية)